# Задбайкалска област
Задбайкалска област (на руски: Забайкальская область) е област на Руската империя и Съветска Русия, съществувала от 1851 до 1922 година. Разположена е югоизточно от езерото Байкал, заемайки цялата територия между него и границата с Китай. Столица е град Чита. Към 1897 година населението ѝ е около 672 хиляди души, главно руснаци (65%), буряти (27%) и тунгуси (5%).
През 1851 година е обособена от Иркутска губерния. През 1920 – 1922 година е в границите на формално независимата Далекоизточна република. През 1922 година е преобразувана в Задбайкалска губерния.